# Efferia rufitibia
Efferia rufitibia este o specie de muște din genul Efferia, familia Asilidae. A fost descrisă pentru prima dată de Macquart în anul 1848. Conform Catalogue of Life specia Efferia rufitibia nu are subspecii cunoscute.